# Mittiträsket, Norrbotten
Mittiträsket är en sjö i Piteå kommun i Norrbotten och ingår i Alån-Rosåns kustområde. Sjön har en area på 0,105 kvadratkilometer och ligger 18 meter över havet.

## Delavrinningsområde
Mittiträsket ingår i det delavrinningsområde (726556-177604) som SMHI kallar för Rinner mot Storfjärden. Medelhöjden är 8 meter över havet och ytan är 9,36 kvadratkilometer. Det finns inga avrinningsområden uppströms utan avrinningsområdet är högsta punkten. Avrinningsområdets utflöde mynnar i havet, utan att ha någon enskild mynningsplats. Avrinningsområdet består mestadels av skog (87 procent). Avrinningsområdet har 0,17 kvadratkilometer vattenytor vilket ger det en sjöprocent på 1,9 procent.